# Унгерер, Томи
Жан-Тома «Томи» Унгерер (фр. Jean-Thomas "Tomi" Ungerer; 28 ноября 1931, Страсбург — 9 февраля 2019, Корк, Ирландия) — французский писатель и художник-иллюстратор.

## Биография
Сын часовщика, в трёхлетнем возрасте лишился отца. После поражения Франции в 1940 году пережил аннексию Эльзаса Третьим рейхом и политику германизации, а в 1945 году — стал очевидцем боёв в ходе ликвидации союзными войсками «Кольмарского котла», о чём позднее рассказал в автобиографических произведениях. Завоевал мировую славу благодаря произведениям для детей и юношества на французском, английском и немецком языках с собственными иллюстрациями, а также эротическим рисункам и рекламе. В течение жизни занимал ярко выраженную политическую позицию, резко выступал против расовой сегрегации, осуждал войну США во Вьетнаме, гонку ядерных вооружений и избрание президентом США Дональда Трампа. Творческое наследие Унгерера достигает 40 тыс. рисунков, около 11 тыс. из них, а также скульптуры и игрушки он подарил посвящённому ему музею в Страсбурге.
С 1950-х жил в США, где к концу 1960-х приобрёл противоречивую славу автора эротической графики и книг на темы БДСМ. Однажды, выступая на конференции по детской литературе, он заявил: «Если бы люди не трахались, не было бы детей, а без детей вы лишились бы работы». Взгляды подобного рода создавали проблемы с публикацией в США, и около 1970 года Унгерер с женой переехал в канадскую Новую Шотландию, а через два года осел в Ирландии.
В США Унгерер привлёк к себе внимание ФБР из-за антивоенных выступлений, а в Ирландии он получал угрозы от французских националистов за высказывания в пользу примирения с Германией. Публиковался в Charlie Hebdo и приравнял террористов, совершивших нападение на редакцию этого сатирического еженедельника, с нацистами.

## Премии
- 1967: «Упоминание» — премия критиков, Ярмарка детской литературы в Болонье[итал.][12] (Италия) за Jean de la Lune
- 1972: «Упоминание» — премия критиков, Ярмарка детской литературы в Болонье[13] (Италия) за иллюстрации к книге Барбары Хэйзен Guillaume l’apprenti sorcier
- 1980: Золотой брецель[фр.]
- 1983: Премия Буркхардта фонда Гёте в Базеле
- 1995: Большой национальный приз графических искусств (Grand Prix national des arts graphiques)
- 1998: Премия имени Х. К. Андерсена за иллюстрации
- 2004: Почётный доктор Технологического института Карлсруэ
- 2005: Премия[нем.] е. о. плауена (Эриха Озера[нем.]) за совокупность графических работ
- 2008:
  - Французско-германская премия Берлинской академии[фр.][14]
  - Гран-при французско-германской премии за журналистику[фр.] (PFAJ)

## Награды
- 1984: Командор ордена Искусств и литературы
- 1990: Кавалер Ордена Почётного легиона
- 1993: Офицер Орден «За заслуги перед Федеративной Республикой Германия», за деятельность в области французско-германских отношений
- 2001: Офицер Ордена Почётного легиона[15]
- 2004: Кавалер Ордена Академических пальм[16]
- 2013: Командор Ордена «За заслуги»[17]
- 2017: Командор Ордена Почётного легиона[18].

## Произведения
- 1943
  - Deutschland !
- 1957
  - The Mellops Go Flying
  - The Mellops Go Diving for Treasure
  - The Brave Coward
- 1958
  - The Mellops Strike Oil
  - Crictor (id.)
  - Agee on Film
- 1959
  - Adelaide
  - Seeds and More Seeds
- 1960
  - Christmas Eve at the Mellops
  - Émile (Emile)
  - Horrible, an Account of the Sad Achievements of Progress
  - Inside Marriage
  - Cartoon 60
  - Twelve WHK Characters
  - America für Anfänger
- 1961
  - Rufus
  - Три разбойника / The Three Robbers, экранизация в 2007: Die drei Räuber
  - The Backside of Washington
- 1962
  - Snail, Where Are You?
  - Der Herzinfarkt
  - Fredou
  - The Monocle Peep Show
  - Cartoon 62
  - Esquire’s Book of Gambling
  - Иллюстрации:
    - Comfortable Words de Bergen Evans
    - Riddle dee dee de Bennett Cerf
- 1963
  - The Mellops Go Spelunking
  - Come Into My Parlor (coauteur avec Miriam Ungerer)
  - Иллюстрации:
    - Frances Face-Maker de William Cole
    - A Book of Various Owls de John Hollendaer
    - Wer Zeichnet wie
    - Die Spottdrossel d’Ambrose Bierce
    - Esquire’s All About Women de William Cole
    - A Cat-hater’s Handbook or The Ailurophobe’s Delight de William Cole
    - The Girl We Leave Behind de Jerome Beatty
    - A Television Notebook pour CBS Television Network
- 1964
  - One, Two, Where’s My Shoe
  - Les Carnets secrets de Tomi Ungerer (The Underground Sketchbook)
  - Иллюстрации:
    - The Clambake Mutiny de Jerome Beatty
    - Flat Stanley de Jeff Brown
    - Beastly Boys and Ghastly Girls, poèmes sélectionnés par William Cole
    - Games Anyone de Robert Thomsen
    - Dear N.A.S.A., please send me a rocket de Tait Trussell et Paul Hencke
    - Erlesene Verbrechen und Makellose Morde d’Henry Slesar
- 1965
  - Graphis n° 120 vol. 21 de Manuel Gasser (16 pages consacrées à Tomi Ungerer)
  - Иллюстрации:
    - Selections from French Poetry de Kenneth F. Canfried
- 1966
  - Orlando (Orlando the Brave Vulture)
  - Jean de la Lune (Der Mondmann)
  - Nicht Wahr?
  - Ungerer Meets the Maharadjah
  - The Party
  - Иллюстрации:
    - Mr. Tall & Mr. Small de Barbara Brenner
    - Oh, What Nonsense!, poèmes sélectionnés par William Cole
    - Les Trois Bouteilles de Warwick (Warwick’s 3 Bottles) d’Andre Hodeir
    - The Too Hot to Cook Book de Miriam Ungerer
    - Guillaume l’apprenti sorcier (The Sorcerer’s Apprentice) de Barbara Hazen et Adolphe Chagot
- 1967
  - Eat
  - Basil Ratzki. Eine Fabel
  - Le Géant de Zéralda (Zeralda’s Ogre)
  - Tomi Ungerer
  - Art Kan-George Tscherny-Tomi Ungerer
  - Иллюстрации:
    - What’s Good for a Four Year Old de William Cole
    - Look! Look! The Giggle Book de William Cole
    - Cleopatra Goes Sledding de Andre Hodeir
    - Lear’s Nonsense Verses d’Edouard Lear
    - A Case of the Giggles, compilation par William Cole
    - The Donkey Ride de Jean B. Showalter
    - Ein Bündel Geschichten für Lüsterne Leser d’Henry Slesar
- 1968
  - Ask Me a Question
- 1969
  - Fornicon (id.)
  - Der Gestohlene Bazillus
  - Иллюстрации:
    - New York für Anfänger d’Herbert Feuerstein
- 1970
  - Le Chapeau volant (The Hat)
  - Tomi Ungerer’s Compromises
- 1971
  - Je m’appelle Papaski et voici mes meilleures histoires à dormir debout (I’m Papa Snap and These Are My Favourite No Such Stories)
  - La Grosse Bête de Monsieur Racine (The Beast of Monsieur Racine)
  - Affiches (The Poster Art Of Tomi Ungerer)
  - Posters of Protest
  - Иллюстрации:
    - Aschenbrödels Küche d’Alice Vollenweider
- 1972
  - Depression
  - Karikaturen
  - Die Eifel (coauteur avec Willy Brant)
  - Иллюстрации:
    - Oh, That’s Ridiculous!, poèmes sélectionnés par William Cole
- 1973
  - Pas de baiser pour maman
- 1974
  - Allumette’’
- 1984
  - Far out Isn’t Far Enough
- 1986
  - Schutzengel der Hölle (Ange gardien de l’enfer, érotique)
- 1990
  - Für Fr. und D. gefallen
- 1991
  - Fatras, Éditions Vents d’Ouest
- 1992
  - L’entraide — illustration sur timbre-poste français
- 1998
  - Trémolo,  — traduit de l’allemand Tremolo -
- 1999
  - Отто: автобиография одного плюшевого медведя / Otto, autobiographie d'un ours en peluche[фр.]  ISBN 2 211 055 43 5
- 2000
  - Le Nuage bleu
- 2002
  - À la guerre comme à la guerre
- 2003
  - Guillaume l’apprenti sorcier
- 2007
  - Neue Freunde (Éd. Diogenes Verlag AG Zürich)
  - Amis-amies (Éd. L'École des loisirs, Paris)
- 2008
  - Zloty (Éd. Diogenes Verlag AG Zürich)
- 2009
  - Weepers Circus[фр.] À la récré (обложка аудиокниги детских песен французской рок-группы Weepers Circus)
  - Zloty (Éd. L'École des loisirs, Paris)
- 2011
  - Обложка детской аудиокниги l’Abécédaire Бориса Виана в постановке группы Debout Sur Le Zinc
- 2012
  - Афиша фильма Кена Лоуча The Angels' Share
- 2013
  - Эскиз франко-германской почтовой марки к 50-летию франко-германского мирного договора[19]
  - Maître des brumes(L'École des loisirs)